# Drăgănești (Neamț)
Drăgănești is een Roemeense gemeente in het district Neamț.
Drăgănești telt 1834 inwoners.